# Prairiana ancona
Prairiana ancona är en insektsart som beskrevs av Henry Fairfield Osborn 1938. Prairiana ancona ingår i släktet Prairiana och familjen dvärgstritar. Inga underarter finns listade i Catalogue of Life.